# カリフォルニア科学アカデミー
カリフォルニア科学アカデミー（California Academy of Sciences）は、アメリカ・カリフォルニア州サンフランシスコにある科学機関。ゴールデンゲート・パークの中に立地しており、世界最大級の自然史博物館を併設している。
1853年にアメリカ西部初の科学機関として創立。自然博物館、水族館、プラネタリウム、亜熱帯温室や研究所がひとつの建物に集められている。

## 施設

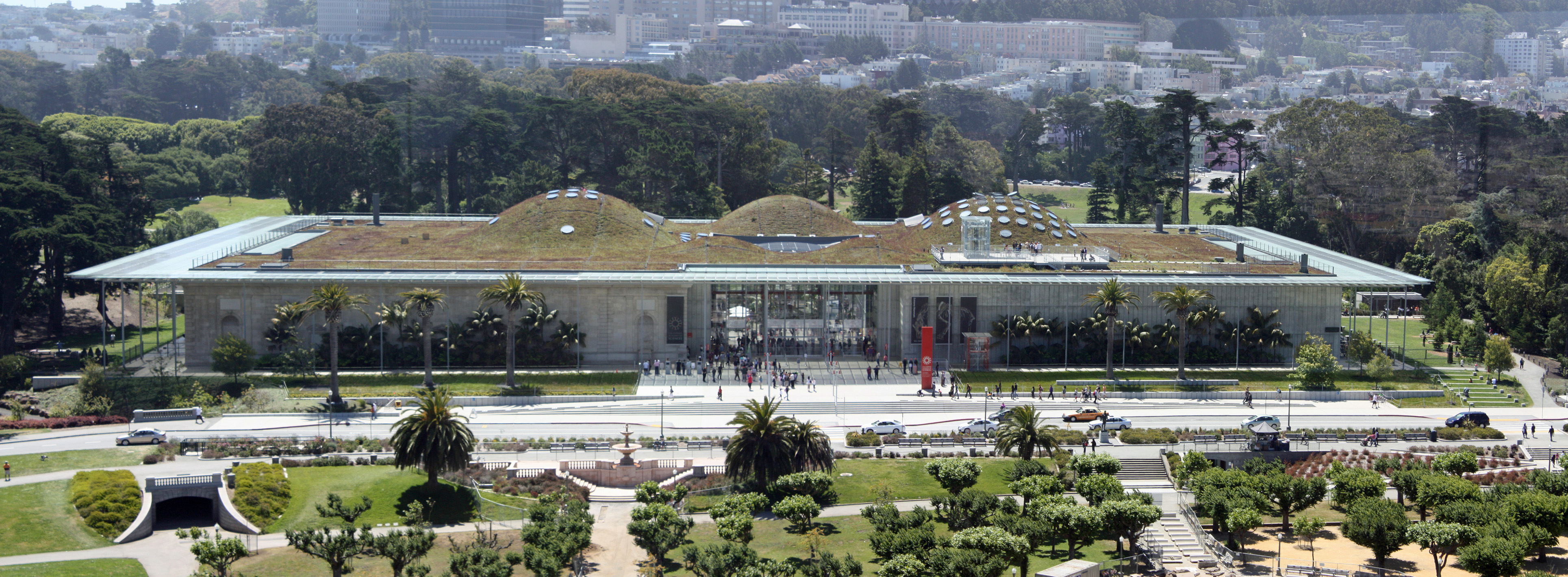
外観

旧館は1989年のロマ・プリータ地震で損傷を受けたため、建物の安全性が議論された。結論として全面的な建て替えが決定し、準備期間を経て2005年に仮の建物に移転した。3年の工事期間の後、2008年9月28日に再オープンした。
設計はイタリアの建築家レンゾ・ピアノ。植物展示構築やランドスケープはSWAグループ。「環境への負荷を最小限にする」というコンセプトに基づいており、自然換気装置や雨水リサイクル装置、太陽光発電装置などを備えている。

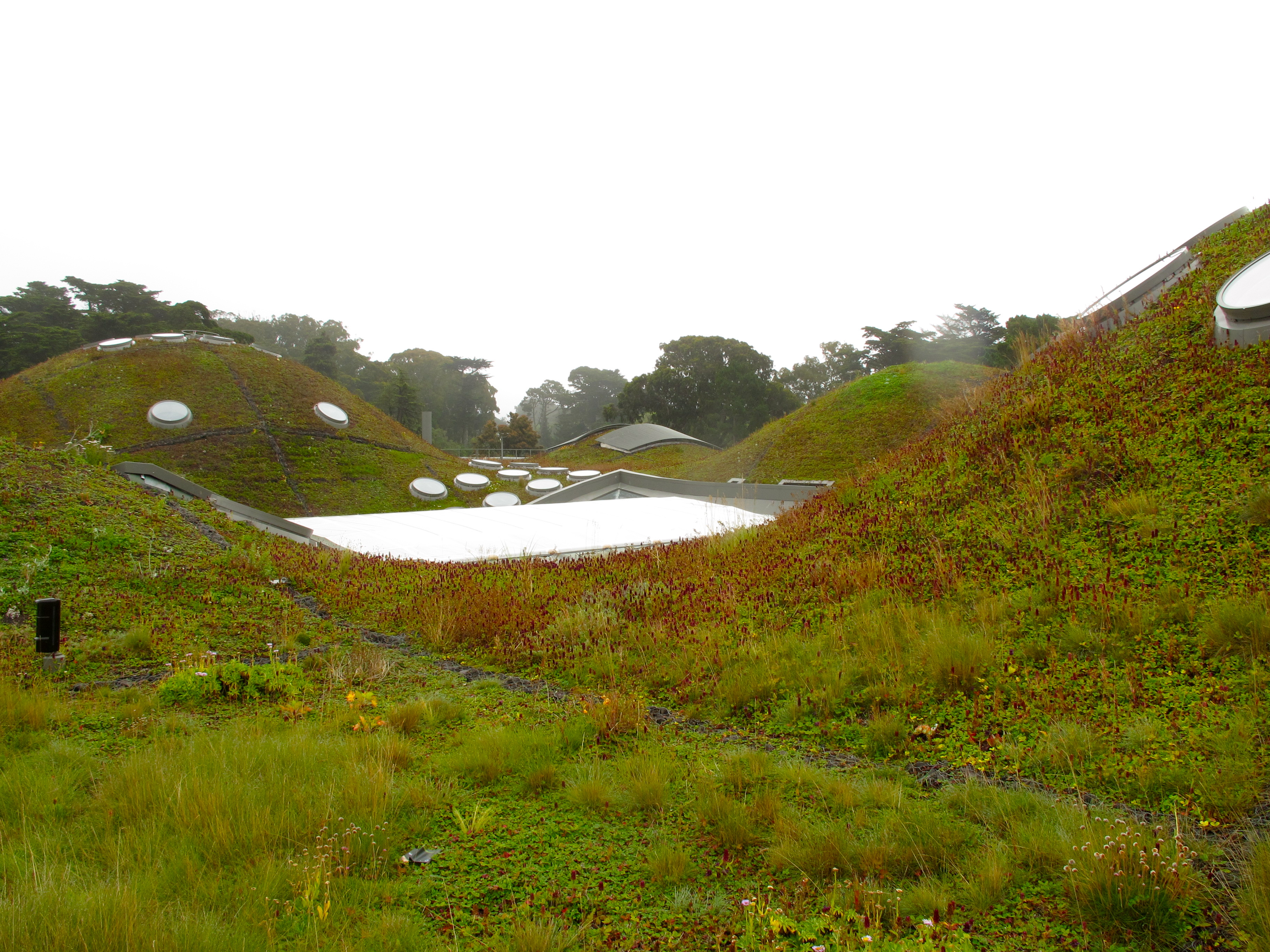
屋上の造形
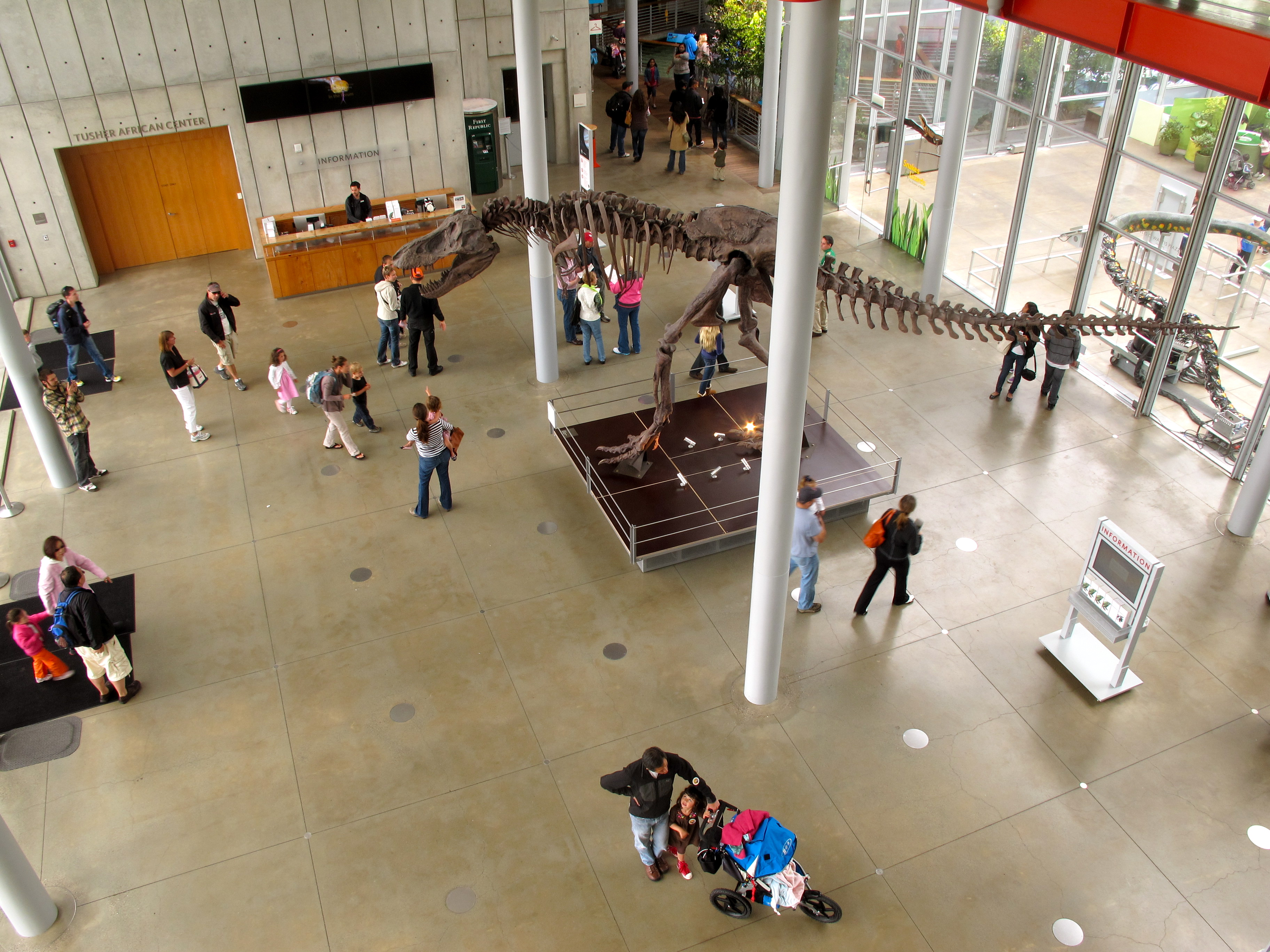
ロビー
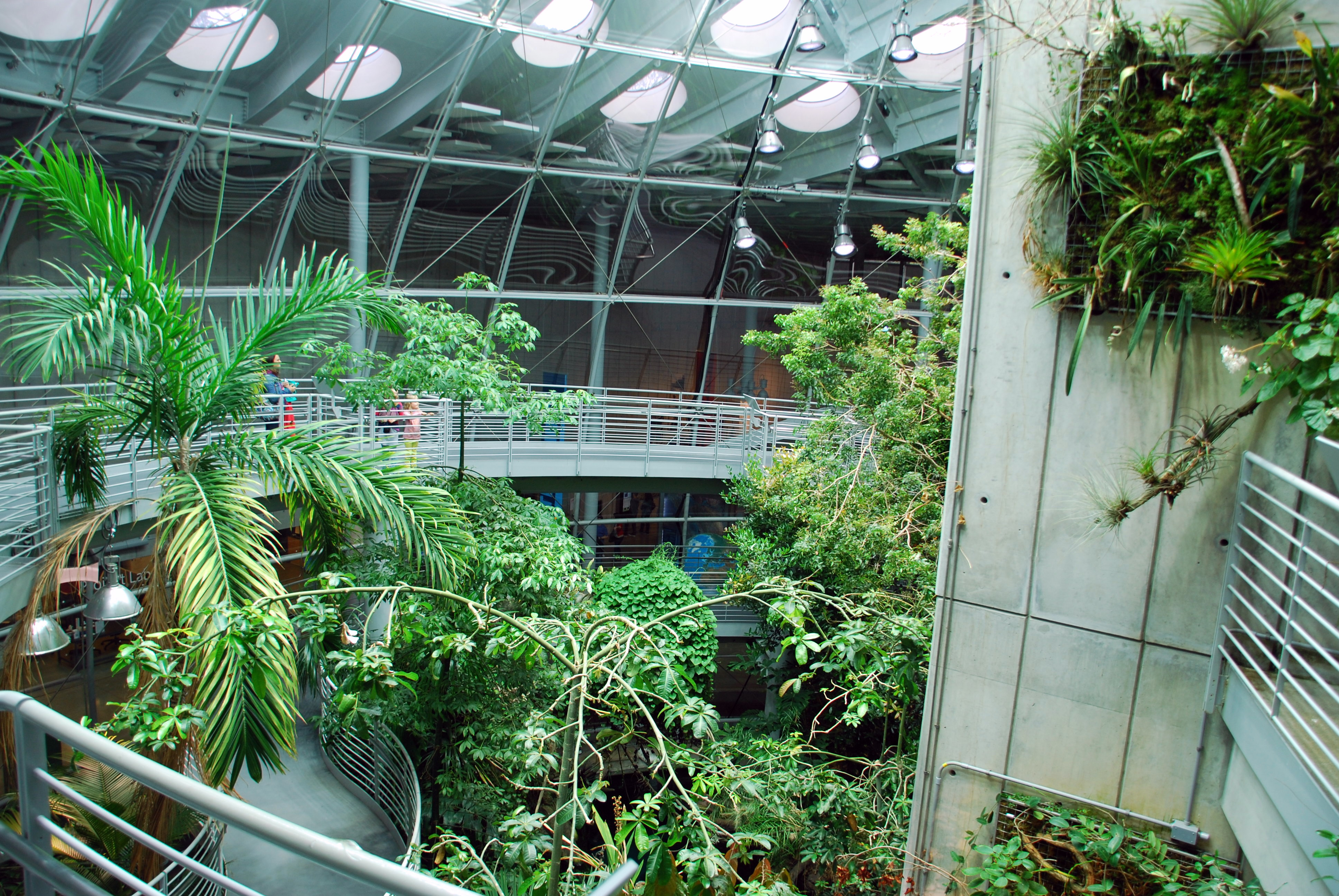
熱帯雨林
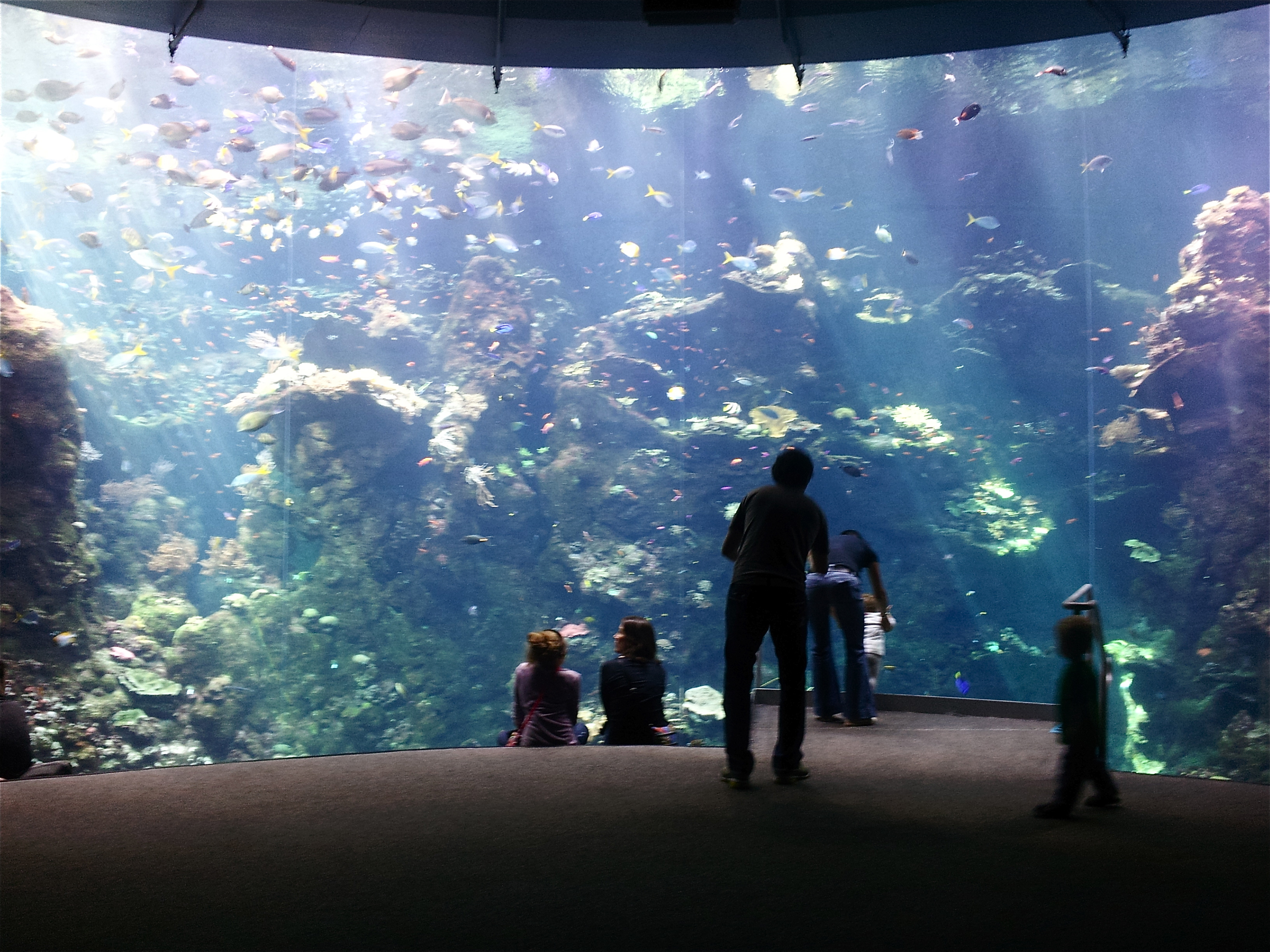
珊瑚の水槽